# 时域热反射法
时域热反射法（英語：time-domain thermoreflectance，简称）是一种测量材料热导率等热性能的方法。该方法尤其适用于薄膜材料（厚度可达数百纳米），其特性与相同块体材料相比差异很大。这一技术的基本原理是，通过加热材料后其表面反射率的变化来推导材料的热性能。测量反射率随时间的变化后，将测得的数据与包含热性能相关系数的模型进行匹配，从而确定材料的热性能。

## 实验设置
时域热反射法的原理基于对脉冲激光产生的声波脉冲的测量。材料的局部加热会导致局部温度升高，从而产生热应力。这种在局部区域内积累的的应力会引起声应变脉冲。在界面处，脉冲将处于透射或反射状态，可以通过反射波来监测界面的特性。探测激光将通过感应压光效应来检测反射声波。
考虑由激光引起的局部温度升高，应变量与激光脉冲之间有如下关系：
{\displaystyle \Delta T(z)=(1-R){\frac {Q}{C(\zeta A)}}\exp(-z/\zeta ),}
其中R是样品反射率，Q是光脉冲能量，C是比热（每单位体积）， A是光斑面积，ζ 是光吸收长度， z是进入样品的距离。温度升高导致的应变可以通过与薄膜的线性热膨胀系数相乘来估算。通常声脉冲的幅值很小，而长距离传播时非线性效应可能变得重要。如果温度不是很低，这种短时脉冲的传播会受到声衰减的影响。因此，这一技术在测量表面声波时最为有效，目前对该技术在横向结构中的应用正处于研究之中。
由于声波和热流的传播时间很短，因此需要快速监测反射波的压光效应。声波在一皮秒时间内能传播几纳米，而热流在一秒内能传播约一百纳米。常用的激光器如脉冲宽度约为200飞秒的钛蓝宝石激光器，以及掺镱光纤、掺镱钨酸盐、掺铒光纤、钕玻璃等类型的激光器。可以利用二次谐波来实现两倍或更高的频率。
激光的输出通过半波片与偏振分束器分成交叉偏振的泵浦光束与探测光束。泵浦光束通过声光或电光调制器调制到几兆赫的频率，并通过透镜聚焦到样品上。探测光束被引导至光学延迟线，并通过透镜聚焦到样品上的同一位置。泵浦光和探测光的光斑尺寸约为10–50微米。反射的探测光输入到高带宽光电探测器中，其输出信号进入锁相放大器，参考信号与泵浦光调制的频率相同。锁相放大器输出的电压将与反射率变化（ΔR）成正比。通过记录光延迟线发生变化时的信号，可以获得ΔR与光探测脉冲时间延迟之间的关系。

## 材料建模
单层材料表面温度
对于一个角频率为{\displaystyle \omega }的点热源，该热源加热的半无限固体的频域解为
{\displaystyle g(r)={\frac {\exp(-qr)}{(2\pi \Lambda r)}},}
其中{\displaystyle q^{2}=(iw/d)}，Λ为固体热导率，D为固体热扩散率，r为径向坐标。
通常在时域热反射实验中，共线激光束具有圆柱对称性，因此可以利用汉克尔变换来简化上式与激光强度分布的卷积计算。
对于径向对称的{\displaystyle g(r)}，其汉克尔变换为
{\displaystyle G(k)=2\pi \int _{0}^{\infty }g(r)J_{0}(2\pi kr)r\,dr={\frac {1}{\Lambda (4\pi ^{2}k^{2}+q^{2})^{1/2}}}.}
泵浦和探测光束具有高斯分布，其 {\displaystyle 1/e^{2}}半径分别为{\displaystyle w_{0}}和{\displaystyle w_{1}}。样品表面被强度为{\displaystyle p(r)}的泵浦光束加热：
{\displaystyle p(r)={\frac {2A}{\pi w_{0}^{2}}}\exp(-2r^{2}/w_{0}^{2}),}
其中{\displaystyle A}是样品在频率{\displaystyle \omega }下吸收的热量幅值。对{\displaystyle p(r)}作汉克尔变换，
{\displaystyle P(k)=A\exp(-\pi ^{2}k^{2}\omega _{0}^{2}/2).}
表面温度的振荡分布{\displaystyle \theta (r)}是{\displaystyle G(k)}和{\displaystyle P(k)}乘积的逆汉克尔变换：
{\displaystyle \theta (r)=2\pi \int _{0}^{\infty }P(k)G(k)J_{0}(2\pi kr)kdk.}
可以通过测量表面反射率{\displaystyle R}随着温度{\displaystyle T}的变化（{\displaystyle dR/dT}）检测表面温度的变化。探测激光束测量的是温度{\displaystyle \theta (r)}的加权平均值：
{\displaystyle \Delta T={\frac {4}{w_{1}^{2}}}\int _{0}^{\infty }\theta (r)\exp \left(-{\frac {2r^{2}}{w_{1}^{2}}}\right).}
进一步将该积分化简为对{\displaystyle k}的积分：
{\displaystyle \Delta T=2\pi A\int _{0}^{\infty }G(k)\exp(-\pi ^{2}k^{2}(\omega _{0}^{2}+\omega _{1}^{2})/2)kdk.}
多层材料表面温度
多层材料表面温度的频域解可以按与单层材料类似的方式得到，只需要将其中的{\displaystyle G(k)}改为
{\displaystyle G(k)=({\frac {B_{1}^{+}+B_{1}^{-}}{B_{1}^{-}-B_{1}^{+}}}){\frac {1}{\gamma _{1}}},}
其中
{\displaystyle \left({\begin{array}{c}B^{+}\\B^{-}\end{array}}\right)_{n}={\frac {1}{2\gamma _{n}}}\left({\begin{array}{cc}\exp(-u_{n}L_{n})&0\\0&\exp(u_{n}L_{n})\end{array}}\right)\left({\begin{array}{cc}\gamma _{n}+\gamma _{n+1}&\gamma _{n}-\gamma _{n+1}\\\gamma _{n}-\gamma _{n+1}&\gamma _{n}+\gamma _{n+1}\end{array}}\right)\left({\begin{array}{c}B^{+}\\B^{-}\end{array}}\right)_{n+1}}, {\displaystyle u_{n}=(4\pi ^{2}k^{2}+q_{n}^{2})^{1/2},q_{n}^{2}={\frac {iw}{D_{n}}},\gamma _{n}=\Lambda _{n}u_{n}.}
Λn是第n层的热导率，Dn是第n层的热扩散率，Ln是第n层的厚度。由此可以得到多层材料温度的变化（{\displaystyle \Delta T}）。
时域热反射数据的建模
时域热反射实验获得的数据需要与模型进行匹配。
{\displaystyle Re[\Delta RM(t)]={\frac {dR}{dT}}\sum _{m=-M}^{M}(\Delta T(m/\tau +f)+\Delta T(m/\tau -f))\exp(i2\pi mt/\tau ),}
{\displaystyle Im[\Delta RM(t)]=-i{\frac {dR}{dT}}\sum _{m=-M}^{M}(\Delta T(m/\tau +f)-\Delta T(m/\tau -f))\exp(i2\pi mt/\tau ),}
{\displaystyle {\frac {V_{f}(t)}{V_{0}}}={\frac {Q}{\sqrt {2}}}{\frac {\Delta R(t)}{R}},}
其中Q是谐振电路的品质因数。计算出的{\displaystyle V_{f}/V_{0}}将与测量值的进行比较。